# Halles d'Ébreuil
Les halles d'Ébreuil sont des halles situées à Ébreuil, dans le département de l'Allier, en France.

## Localisation
La halle d'Ébreuil est située sur la place de l'Église, à côté de l'abbatiale Saint-Léger.

## Description
La halle a une forme presque carrée. Son sol dallé est surélevé par rapport à la place pavée et on y accède par des marches, en nombre inégal selon le côté pour compenser la dénivellation. Elle s'appuie à l'ouest sur le mur d'une maison. Les trois autres côtés sont ouverts et marqués par de gros piliers de section rectangulaire, qui portent la toiture. L'intérieur est divisé par deux rangées de trois colonnes doriques qui soutiennent les entraits de la charpente.

## Historique
La halle a été construite au début du XIXe siècle.
L'édifice est inscrit au titre des monuments historiques par arrêté du 22 octobre 1971.